# Epizoanthus couchii
Epizoanthus couchii är en korallart som först beskrevs av Johnston in Couch 1844.  Epizoanthus couchii ingår i släktet Epizoanthus och familjen Epizoanthidae. Inga underarter finns listade i Catalogue of Life.